# 小川悦司
小川悦司（日语：おがわ えつし、1969年2月23日—），日本漫畫家，新潟縣人，祖父是日本知名的西洋畫家椿悦至。
長岡高等學校畢業，慶應義塾大學經濟學學士。在大學時就常投稿漫畫，被學校的後輩稱為肖像畫專家，經常指導後輩繪畫，在还是新人画家时，担任补习教师攒生活费。他喜歡《少林寺》之類的華語武打電影，也很喜歡中國料理，於是創作的主題大多跟中國或者料理有關，作品有《日本寶王傳》、《料理獵人雙雷傳》、《天使的煎鍋》、《下町食物語〜淺草人》、《阿斯特雷亞的天秤等》、《すしいち!》。
據說，小川悅司當年看完電影《少林寺》之後，對中國文化產生興趣，他也非常喜歡吃中國菜，于是找來許多有關中國菜的書來看。小川悅司在还是新人漫画家时，周刊《少年MAGAZINE》编辑部建议他试画中国为舞台的料理漫画，他立刻答应，創作了漫畫作品《中華一番》，是敘述四川少年廚師劉昴星，在廣州努力修煉廚藝，終於打敗惡敵而功成名就的勵志故事。該作為曾連載于周刊《少年MAGAZINE》(又譯：《中華小廚師》)。被改編成TV動畫後大受歡迎。2001年在周刊《少年MAGAZINE》連載作品《日本寶王傳》，2003年底在《少年MAGAZINESPECIAL》上發表短篇新作《料理獵人雙雷傳》，首期刊載前篇60頁。故事的舞台是19世紀末的中國。2017年11月17日，开始连载续作《中华一番·极》，并在2019年10月再推出重制版《真·中華一番》动画。